# Chrysochloa
Chrysochloa är ett släkte av gräs. Chrysochloa ingår i familjen gräs.
Kladogram enligt Catalogue of Life:
| Chrysochloa | \| \| Chrysochloa hindsii \| \| \| \| \| \| Chrysochloa hubbardiana \| \| \| \| \| \| Chrysochloa orientalis \| \| \| \| \| \| Chrysochloa subaequigluma \| \| \| \| |
|             | \| \| Chrysochloa hindsii \| \| \| \| \| \| Chrysochloa hubbardiana \| \| \| \| \| \| Chrysochloa orientalis \| \| \| \| \| \| Chrysochloa subaequigluma \| \| \| \| |
|             | Chrysochloa hindsii |
|             | |
|             | Chrysochloa hubbardiana |
|             | |
|             | Chrysochloa orientalis |
|             | |
|             | Chrysochloa subaequigluma |
|             | |